# Ostwalds fortyndingslov
Ostwalds fortyndingslov er en lov, der beskriver sammenhængen mellem dissociationskonstanten Kd og graden af opløsning α for en svag elektrolyt. Loven er opkaldt efter den tyske kemiker Wilhelm Ostwald, der fremsatte den i starten af 1900-tallet. Loven tager formen
{\displaystyle K_{d}={\cfrac {[A^{+}][B^{-}]}{[AB]}}={\frac {\alpha ^{2}}{1-\alpha }}\cdot c_{0}}
Hvor kantede parenteser er koncentration, og c0 er den totale koncentration af elektrolytten.
Angående ledeevne resulterer denne følgende relation:
{\displaystyle K_{c}={\cfrac {\Lambda _{c}^{2}}{(\Lambda _{0}-\Lambda _{c})\Lambda _{0}}}\cdot c}

## Udledning
Betragt en binær elektrolyt AB som dissocierer reversibelt til A+ og B- ioner. Ostwald opdagede at massevirkningsloven kan anvendes på sådanne systemer af dissocierende elektrolytter. Ligevægten beskrives af ligningen:
{\displaystyle AB\rightleftharpoons A^{+}+B^{-}}
Hvis α er dissociationsgraden, så er αc0 koncentrationen af hver ionisk specie, og (1 - α )c0 må derfor være koncentrationen af den udissocierede elektrolyt. Dissociationskonstanten bliver derfor givet ved:
{\displaystyle K_{d}={\cfrac {[A^{+}][B^{-}]}{[AB]}}={\cfrac {(\alpha c_{0})(\alpha c_{0})}{(1-\alpha )c_{0}}}={\cfrac {\alpha ^{2}}{1-\alpha }}\cdot c_{0}}
For meget svage elektrolytter α << 1 betyder det at (1 - α ) ≈ 1.
{\displaystyle K_{d}={\frac {\alpha ^{2}}{1-\alpha }}\cdot c_{0}\approx \alpha ^{2}c_{0}}
Dette giver følgende resultater;
{\displaystyle \alpha ={\sqrt {\cfrac {K_{d}}{c_{0}}}}}
Således er graden af en svag elektrolyts dissociation proportional med den inverse kvadratrod af koncentrationen eller kvadratroden af fortyndingen. Koncentrationen af en hvilken som helst ionisk specie er givet ved roden af produktet af dissociationskonstanten og koncentrationen af elektrolytten.
{\displaystyle [A^{+}]=[B^{-}]=\alpha c_{0}={\sqrt {K_{d}c_{0}}}}

## Begrænsninger
Loven er kun gældende for svage elektrolytter og kan dermed ikke bruges i situationer med stærke elektrolytter. Værdien af α bliver afgjort ved målinger af ledeevne ved at anvende formlen Λ/Λ∞. Værdien af α bliver bestemt af forskellige fortyndinger af en elektrolyt, og når den bliver substitueret i ligning (i) giver den en konstant værdi for K. Dette er dog kun gældende for svage elektrolytter som CH3COOH, NH4OH osv. Ostwalds fortyndingslov kan ikke bruges i situationer med stærke elektrolytter på grund af følgende faktorer:
1. Loven er baseret på den antagelse at kun en lille del af elektrolytten er dissocieret til ioner ved almindelig fortynding og helt ved uendelig fortynding. Stærke eletrolytter er næsten fuldstændigt ioniserede ved alle fortyndinger og Λ/Λ∞ giver ikke en præcis værdi for 'α'.
2. Når koncentrationen af ioner er meget stor, er tilstedeværelsen af ladninger fra ionerne mærkbart påvirker ligevægten. Således kan massevirkningsloven ikke anvendes i sin simple form, i situationer med stærke elektrolytter.

- Kc: dissociationskonstant
- {\displaystyle \Lambda _{c}}: specifik ladning
- {\displaystyle \Lambda _{0}}: grænse for ladning
- c: koncentrationen af electrolyt